# Гюнтер Папе
Гюнтер Папе (нім. Günther Pape; 15 липня 1907, Дюссельдорф — 21 січня 1986, Дюссельдорф) — німецький воєначальник, генерал-майор вермахту (1 грудня 1944) і бундесверу (1 липня 1962). Кавалер Лицарського хреста Залізного хреста з дубовим листям.

## Біографія
В 1927 році поступив у 15-й кавалерійський полк, в 1932 році переведений в 16-й кавалерійський (пізніше мотопіхотний) полк. З 1935 року — ад'ютант 3-го мотоциклетного батальйону 3-ї танкової дивізії. З 1 січня 1938 року — командир 2-ї роти свого батальйону, на чолі якого брав участь в Польській і Французькій кампаніях, а також Німецько-радянській війні. В 1941 році очолив свій батальйон. З 1942 року — командир 394-го полку своєї дивізії. Після закінчення курсів дивізійних командирів 1 вересня 1944 року очолив елітну панцергренадерську дивізію «Фельдгеррнгалле» (з 27 листопада — танкова дивізія «Фельдгеррнгалле 1»). На початку 1945 року його дивізія зазнала важких втрат під Будапештом, після чого відступила в Австрію, да в травні здалась радянським військам. Сам Папе згодом був переданий американцям. В 1947 році звільнений. При створенні бундесверу 1 листопада 1956 році зарахований в його ряди у званні бригадного генерала, був начальником танкового училища в Мюнстері, один із творців танкових війську бундесверу, потім командував 5-ю танковою дивізією. З 1 липня 1962 року — командувач військами 3-го військового округу в Дюссельдорфі. У вересня 1966 року вийшов у відставку.

## Нагороди

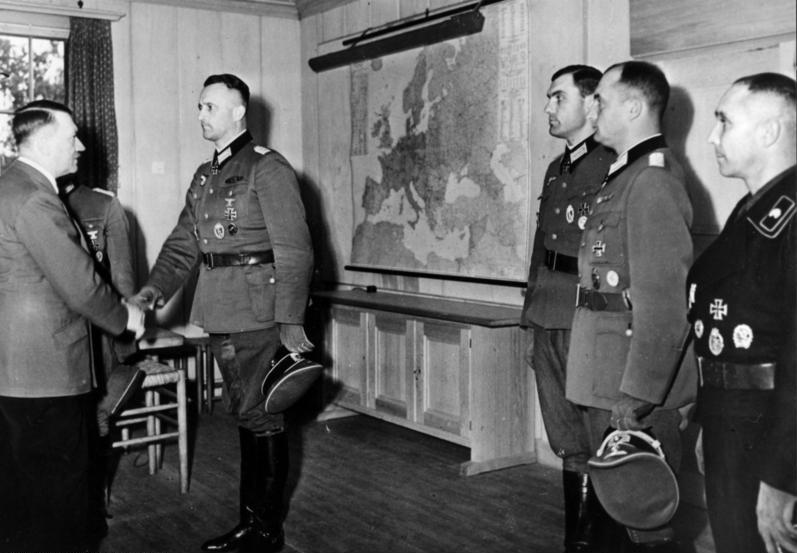
Папе (другий праворуч) під час нагородження Лицарським хрестом Залізного хреста (Вовче лігво, 1943)

- Медаль «За вислугу років у Вермахті» 4-го і 3-го класу (12 років)
- Залізний хрест
  - 2-го класу (20 вересня 1939)
  - 1-го класу (21 травня 1940)
- Нагрудний знак «За танкову атаку» в сріблі
- Німецький хрест в золоті (23 січня 1942)
- Лицарський хрест Залізного хреста з дубовим листям
  - лицарський хрест (10 лютого 1942) — вручений особисто Адольфом Гітлером.
  - дубове листя (№301; 15 вересня 1943)
- Почесна застібка на орденську стрічку для Сухопутних військ (5 грудня 1944)
- Відзначений у Вермахтберіхт (20 грудня 1944)
- Нагрудний знак «За поранення» в золоті
- Орден «За заслуги перед Федеративною Республікою Німеччина», командорський хрест (1967)